# Roodbuikmiersluiper
De roodbuikmiersluiper (Isleria guttata; synoniem: Myrmotherula guttata) is een zangvogel uit de familie Thamnophilidae (miervogels).

## Verspreiding en leefgebied
Deze soort komt voor in het noordoosten van het Amazonegebied.

## Status
De grootte van de populatie is niet gekwantificeerd maar de soort wordt omschreven als vrij algemeen. Op de Rode lijst van de IUCN heeft deze soort de status niet bedreigd.